# 모다두구 비제이 굽타
모다두구 비제이 굽타(Modadugu Vijay Gupta, 1939년 8월 17일 ~)는 인도의 생물학자이다.
그는 캘커타 대학교 생물학 박사과정을 수료하였다. 물고기 양식 기술의 보급으로 동남아시아 기아 문제 해결에 기여한 청색혁명의 설계자다. 그는 전쟁터와 극빈곤 지역의 사람들과 함께 생활하며 지역 맞춤형 양식 기술을 연구하였다. 기아 문제를 해결한 공로로, 2005년 식량‧농업 분야의 노벨상이라 불리는 세계 식량상 수상하였으며, 양식업 분야로는 첫 수상이다. 유전학 수경재배 국제 네트워크(INGA)에서 활동하며 물고기 유전학 연구를 선도하였다. 어류 생산량 증대에 큰 기여를 한 물고기 유전학계의 세계적 권위자이다.

## 경력
- 2003 - 2004 Worldfish 부총재
- 1996 - 2002 Worldfish 센터 유전학 수경 재배 국제 네트워크 연구 조정관
- 1986 - 1989 FAO 양식 전문가(방글라데시)
- 1977 - 1981 라오 메콩강 물고기사육전문가

## 수상 내역
- 1978년 우수 연구팀 수상 –인도 농업 연구 위원회(ICAR)
- 2005년 World Food Prize(세계식량상) 수상 –세계식량재단[1]
- 2007년 금메달 수상 –아시아 양식학회
- 2009년 Honorary Life Member Award 수상 –World Aquaculture Society
- 2010년 Eminent Agriculture Scientist Award 수상 –인도 안드라 프라데시 주(州)
- 2015년 Nutra India Summit Life Achievement Award 수상 - Nutra India Summit
- 2015년 선학평화상(Sunhak Peace Prize) 수상[2]

## 저서
- Use Of Genetically Improved And Alien Species For Aquaculture And Conservation Of Aquatic Biodiversity In Africa(2004)
- Socioeconomic Impact And Farmer's Assessment Of Nile Tilapia (Oreochromis Niloticus) Culture In Bangladesh(1992)
- Adoption And Economics Of Silver Barb (Puntius Gonionotus) Culture In Seasonal Waters In Bangladesh(1994)
- Fish Genetics Research In Member Countries And Institutions of the International Network on Genetics in Aquaculture(2001)
- Priorities In Aquatic Resources Research in the Asia-Pacific Region 외 다수